# 1065
Високе Середньовіччя •  Золота доба ісламу •  Реконкіста •  Київська Русь

## Геополітична ситуація
Візантію очолює Костянтин X Дука. Малолітній Генріх IV є королем Німеччини, а малолітній Філіп I — королем Франції.
Апеннінський півострів розділений між численними державами: північ належить Священній Римській імперії, середню частину займає Папська область, південна частина півострова належить частково Візантії, а частково окупована норманами. Південь Піренейського півострова займають численні емірати, що утворилися після розпаду Кордовського халіфату. Північну частину півострова займають християнські Кастилія, Леон (Астурія, Галісія), Наварра, Арагон та Барселона. Едвард Сповідник править Англією, Гаральд III Суворий є королем Норвегії, а Свейн II Данський — Данії.
У Київській Русі триває княжіння Ізяслава Ярославича. У Польщі княжить Болеслав II Сміливий. У Хорватії править Петар Крешимир IV. На чолі королівства Угорщина стоїть Шаламон I.
Аббасидський халіфат очолює аль-Каїм під покровительством сельджуків, які окупували Персію, в Єгипті владу утримують Фатіміди, у Магрибі почалося піднесення Альморавідів, у Середній Азії правлять Караханіди, Газневіди втримують частину Індії. У Китаї продовжується правління династії Сун. Значними державами Індії є Пала, Чола. В Японії триває період Хей'ан.

## Події
- Чернігівський князь Святослав Ярославич прогнав Ростислава Володимировича з Тмутаракані, яку той захопив силою. Однак, після відходу Святослава, Ростислав повернувся.
- Як наслідок повстання в Нортумбрії Тостіга Годвінсона прогнали з Англії. Він подався просити допомоги в короля Норвегії Гаральда III.
- Після смерті Фердинанда I його володіння розділилися на окремі королівства. Санчо II отримав Кастилію, Альфонсо VI — Леон, Гарсія II — Галісію.
- Маври відбили Бербасто у християн.
- Годфрід III об'єднав під своїм правлінням Верхню і Нижню Лотарингію.
- Повстання в Хорезмі придушене Алп-Арсланом.
- Освячено Вестмінстерське абатство.
- Бедуїни напали на німецьких паломників до Святої Землі.